# Бук (Гърция)
Вижте пояснителната страница за други значения на Бук.
Бук или Гара Бук (на гръцки: Παρανέστι, Паранести, катаревуса: Παρανέστιον, Паранестион, до 1927 година Μπούκια, Букия) е село в Гърция, център на дем Бук от област Източна Македония и Тракия.

## География
Селото е разположено на 120 m надморска височина, североизточно от Драма и северозападно от Ксанти в подножието на Южните Родопи на левия бряг на река Места (Нестос). Селото лежи на главния автомобилен път свързващ градовете Драма и Ксанти, а също е и гара на железопътната линия свързваща Западна Тракия с останалата част на Гърция.

## История

### В Османската империя
Селото е засвидетелствано в XV век като Буково и е чисто мюсюлманско. В подробен регистър на санджака Паша от 1569-1570 година е регистрирана и мезрата Бук с друго име Бабук без население и годишен приход от данъци от обработваемите ѝ площи в размер на 600 акчета.
В XIX век Бук е изцяло мюсюлманско село в Драмската каза на Османската империя. Според статистиката на Васил Кънчов („Македония. Етнография и статистика“) от 1900 година Букъ или Бюке има 400 жители турци. Според статистиката на Анастас Разбойников, през XIX век Гара Бук е помашко село, което има 100 къщи в 1830 година, 120 - в 1878, 150 в 1912 и 1920 година.
При избухването на Балканската война в 1912 година един човек от Бук е доброволец в Македоно-одринското опълчение.
На 11 май 1913 година в селото се случва тежка железопътна катастрофа.

### В Гърция
След Междусъюзническата война в 1913 година Бук попада в Гърция. Според гръцката статистика, през 1913 година в Бук (Μπούκα) живеят 935 души. Населението в 1920 година е 406 жители, като в това число са пресметнати жителите на околните махали Чифлик махале, Янозлу, Деделер, Муселим и Джами махале.
В 20-те години жителите на Бук се изселват и на тяхно място са заселени гърци бежанци от Турция. В 1928 година в селото има 16 бежански семейства с 54 жители. В 1927 година селото е прекръстено на Паранестион, в превод Приместово. Стотина бежански семейства са заселени и на Гара Бук, която в 1928 година се води отделно селище с 360 жители, а по-късно е присъединена официално към Бук.
Селото е доста богато, като населението се занимава със земеделие и скотовъдство.
| Име            | Име              | Ново име         | Ново име           | Описание                                                               |
| -------------- | ---------------- | ---------------- | ------------------ | ---------------------------------------------------------------------- |
| Чатал          | Τσατάλ           | Дихалорема       | Διχαλόρρεμα        | река                                                                   |
| Байрам тепе    | Μπαϊράμ Τεπέ     | Ипсома Фостериди | Ύψωμα Φωστερίδη    | връх в Боздаг на З от Лишен (875 m)                                    |
| Чал тепе       | Τσάλ Τεπέ        | Ипсома Каликруну | Ύψωμα Καλλικρούνου | връх в Боздаг на СЗ от Лишен (616,6 m)                                 |
| Дузлерия       | Ντουζλέρια       | Омалон           | Όμαλόν             |                                                                        |
| Пастрова       | Πέστροβα         | Вуколикон        | Βουκολικόν         | река в Боздаг на З от Бук (Буюк Дере), на която е село Пастрово        |
| Стамбул бугаз  | Σταμπούλ Μπουγάζ | Стена            | Στενά              | връх в Боздаг на З от Бук (658 m)                                      |
| Буюк дере      | Μπουγιούκ Ντερέ  | Мегало Рема      | Μεγάλο Ρέμα        | река на Боздаг на З от Бук (Пастрова)                                  |
| Якопаза        | Γιακούπαζα       | Ливадия          | Λιβάδια            | местност на Боздаг на З от Бук и на Ю от село Карагьоз                 |
| Карагьоз       | Καραγκιόζ        | Мавромати        | Μαυρομάτι          | връх в Боздаг (1054,6 m) и река на СЗ от Бук, на която е село Карагьоз |
| Генез          | Γενέζ            | Кокинорема       | Κοκκινόρρεμα       | река в Боздаг на СЗ от Бук, на която е село Кузмали                    |
| Чибла          | Τσίμπλα          | Ипсома Карали    | Ύψωμα Καραλή       | връх в Боздаг на З от Карагьоз (910 m)                                 |
| Чибла          | Τσίμπλας         | Рема Карали      | Ρέμα Καραλή        | река                                                                   |
| Кузмали        | Κούζμαλι         | Ерепия Анилиу    | Ερείπια Άνηλίου    | бивше село в Боздаг на З от Карагьоз                                   |
| Камбуру        | Καμπούρου        | Камбурис         | Καμπούρης          | връх в Боздаг (706 m) на СЗ от Бук                                     |
| Кангелия       | Καγκέλια         | Кангели          | Καγκέλι            | местност в Боздаг на СЗ от Бук                                         |
| Субаши         | Σούμπαση         | Неромана         | Νερομάννα          | местност в Боздаг на СЗ от Бук                                         |
| Пашова         | Πάστοβα          | Цакалос          | Τσάκαλος           | възвишение в Родопите на С от Бук (357 m)                              |
| Мезарликия     | Μεζαρλίκια       | Мнимата          | Μνήματα            | местност в Боздаг на СЗ от Бук и на З от Драчища                       |
| Чаири          | Τσαΐρι           | Ливадия          | Λιβάδια            | местност                                                               |
| Дермен         | Ντερμέν          | Рема Идромилон   | Ρέμα 'Υδρομύλων    | река на СЗ от Бук и на З от Драчища, десен приток на Места             |
| Апостолов баир | Μπαΐρι Αποστόλου | Плагиес Апостолу | Πλαγιές Αποστόλου  | местност в Боздаг на СЗ от Драчища                                     |
| Чаир           | Τσαΐρ            | Ливади           | Λιβάδι             | местност в Боздаг на СЗ от Драчища                                     |
| Копутчук       | Κοπουτσούσκ      | Ликорема         | Λυκόρρεμα          | река, на която е село Капотчук                                         |
| Къшла          | Κισλάς           | Кастро           | Κάστρο             | връх в Боздаг (680,5 m) на СЗ от Бук и на С от Кючуккьой               |

| Година    | 1913 | 1920 | 1928 | 1940 | 1951 | 1961 | 1971 | 1981 | 1991 | 2001 | 2011 | 2021 |
| --------- | ---- | ---- | ---- | ---- | ---- | ---- | ---- | ---- | ---- | ---- | ---- | ---- |
| Население | 935  | 406  | 798  | 1168 | 822  | 1244 | 685  | 552  | 597  | 1256 | 625  | 629  |

## Личности
Родени в Бук
- Селвио (Силвио) Буци (1881 – ?), български войник, македоно-одрински опълченец, Първа рота на Четиринадесета воденска дружина, носител на сребърен медал[17]
- Такис Луканидис (1937 – 2018), гръцки футболист